# AWAKE

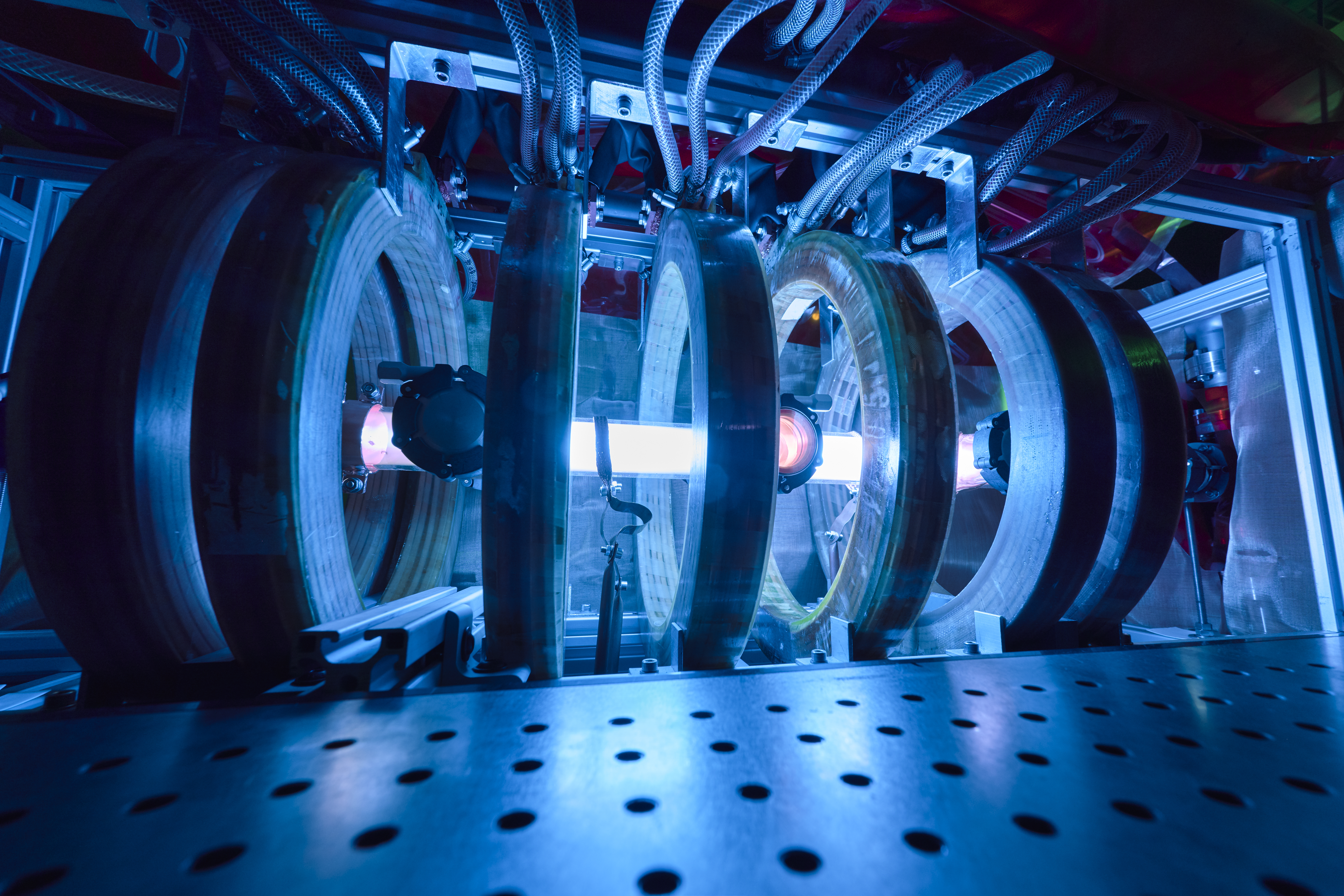
10-metrowa komora plazmowa AWAKE opracowana przez Instytut Fizyki Maksa Plancka

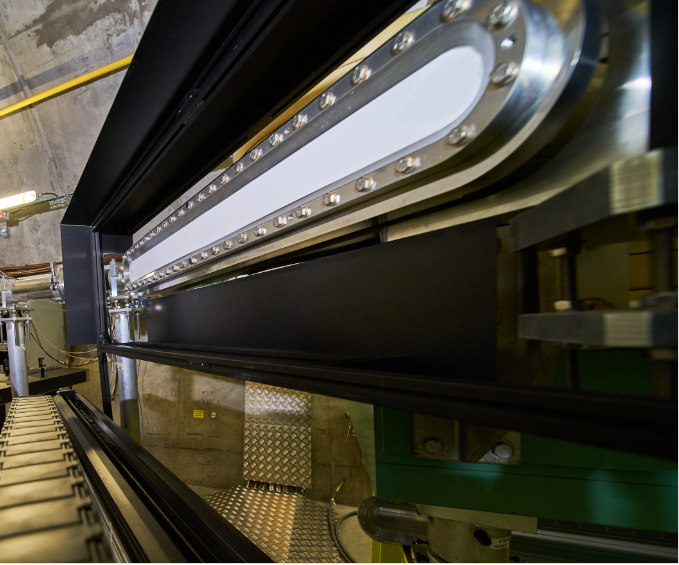
Scyntylator o szerokości jednego metra. Jest to ekran emitujący światło gdy przelatuje przez niego naładowana cząstka. Służy on do określenia czy cząstki zostały przyspieszone

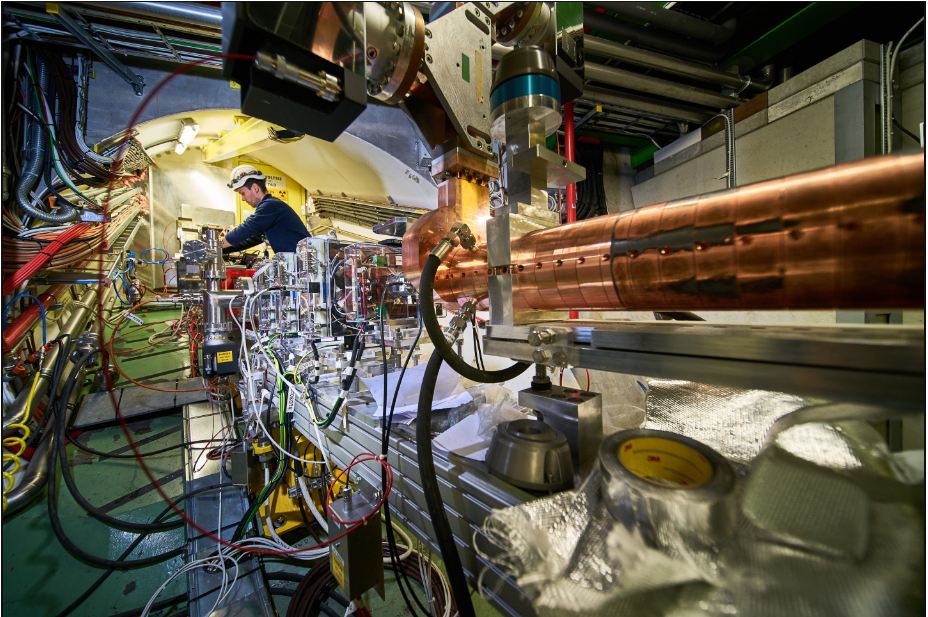
Źródło elektronów i rura przez którą przebiega wiązka

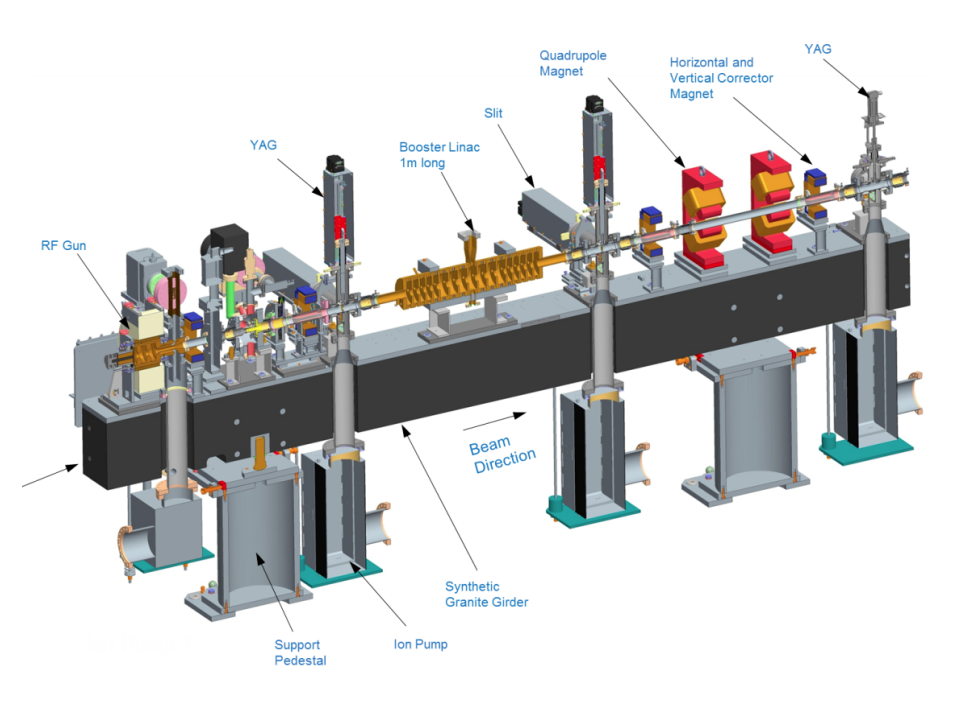
Przekrój fotoiniektora RF produkującego pakiety elektronów w celu wprowadzenia do wzbudzonej plazmy

Eksperyment AWAKE (Advanced WAKEfield Experiment) w CERN-ie to koncepcyjny akcelerator plazmowy, mający na celu zbadanie wykonalności przyspieszenia elektronów za pomocą fali wytworzonej przez protony w plaźmie. Jest to pierwszy tego rodzaju akcelerator na świecie. Jego celem jest przyspieszenie wiązki niskoenergetycznych elektronów z 15-20 MeV do kilku GeV na krótkim dystansie (10 m) dzięki wytworzeniu wysokiego gradientu przyspieszenia o wartości kilku GV/m. Obecnie używane akceleratory, takie jak LHC w CERN-ie, przyspieszają cząstki przy użyciu standardowych lub nadprzewodzących wnęk rezonansowych (ang. RF cavities). W ich przypadku gradient przyspieszenia jest jednak ograniczony do wartości rzędu 100 MV/m.
Akceleratory kołowe nie są zdolne do wydajnego transportu wysokoenergetycznych elektronów z powodu dużej utraty energii przez promieniowanie synchrotronowe. Problem ten nie występuje w akceleratorach liniowych i z tego powodu są one lepiej przystosowane do przyśpieszania i transportu elektronów o wysokiej energii.
Wysoki gradient przyspieszenia AWAKE pozwoli na konstrukcję nowej generacji krótszych i tańszych akceleratorów. Jest to duży postęp w technologii akceleracji cząstek, zwłaszcza jeśli chodzi o liniowe przyspieszacze elektronów.

## Przyspieszanie w polu wzbudzonym plazmy

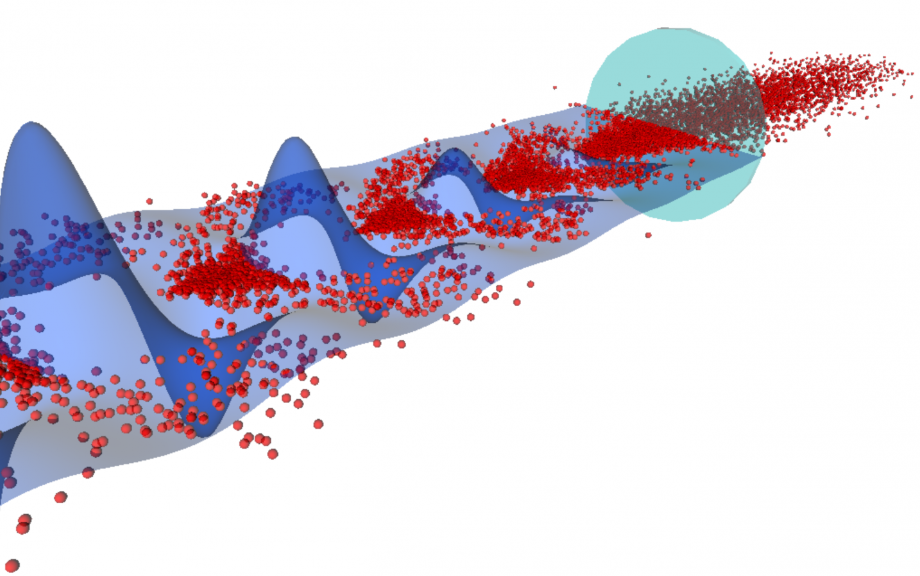
Symulacja oddziaływań pomiędzy pakietami protonów (czerwone punkty) i "wzbudzonym polem" plazmy (niebieskie fale).

Plazma składa się z dodatnio naładowanych jonów i ujemnie naładowanych wolnych elektronów, pozostając neutralna w skali makroskopowej. Za pomocą silnego pola elektrycznego można oddzielić od siebie w przestrzeni jony i elektrony. Wytwarza się przez to lokalne pole elektryczne, którym można przyspieszyć naładowaną cząstkę przelatującą przez taką plazmę.
Gdy pakiet protonów będący czynnikiem napędzającym penetruje plazmę, przyciąga do siebie ujemnie naładowane elektrony plazmy, które mijając go zaczynają oscylować, tworząc "wzbudzone pole" (ang. wakefield). Oddziaływanie pomiędzy "wzbudzonym polem" i naładowaną cząstką wprowadzoną za protonem można porównać to interakcji pomiędzy surferem a falą. Fala przekazuje swoją energię surferowi, który przez to przyspiesza. "Wzbudzone pole" składa się z fazy przyspieszającej i opóźniającej, jak również z fazy skupiającej i rozpraszającej. Miejsce wprowadzenia pakietu elektronów do "wzbudzonego pola" jest kluczowe, ponieważ jedynie jedna czwarta "wzbudzonego pola" jest jednocześnie skupiająca i przyspieszająca, co jest konieczne do schwytania i przyspieszania elektronów.
AWAKE jest pierwszym eksperymentalnym akceleratorem plazmowym, który używa protonów jako czynnika napędzającego. Protony, np. pochodzące z akceleratora SPS w CERN-ie, mogą przenosić duże ilości energii (ok. 400 GeV). Dzięki temu mogą wytwarzać "wzbudzone pola" w plaźmie na dłuższych odcinkach niż alternatywne czynniki napędzające (takie jak impuls lasera albo pakiet elektronów), ponieważ ich energia nie wyczerpuje się tak szybko.
Plazmę można opisać jako zbiór oscylatorów o częstotliwości takiej samej jak częstotliwość plazmy ωp2=4nee2/εme, gdzie ne oznacza gęstość elektronów plazmy, me masę elektronu a e ładunek elementarny. Aby wzbudzić oscylatory rezonansowo, czynnik napędzający musi zawierać składową Fouriera bliską częstotliwości plazmy ωp. Ponadto, długość pakietu napędzającego powinna być zbliżona do długości fali plazmy λp (=2πc/ωp gdzie c jest prędkością światła). Przy gęstości na poziomie takim jak w AWAKE (ne ≈ 1•1015 cm−3) odpowiada to w przybliżeniu λp ≈ 1 mm. Jednakże, długość obecnie dostępnych pakietów protonów znacznie przekracza tę wartość. AWAKE korzysta ze zjawiska "zaszczepionej samomodulacji" (ang. seeded self-modulation, SSM) pakietu protonów przemierzającego plazmę. Zjawisko to dzieli długi pakiet protonów na krótkie mikropakiety o długości takiej jak długość fali plazmy, zdolne do rezonansowego wzbudzania pola.

## Laboratorium AWAKE
Eksperyment AWAKE jest prowadzony w CERN-ie, w dawnych pomieszczeniach projektu CNGS (ang. CERN Neutrinos to Gran Sasso). Miejsce to wybrano ze względu na jego położenie pod powierzchnią ziemi. Zostało ono specjalnie zaprojektowane w celu wykorzystania wiązek protonów o wysokiej energii, unikając przy tym znaczących problemów związanych z promieniowaniem.
Pakiety protonów dla AWAKE, dostarczane z akceleratora SPS, transportowane są rurą o długości około 800 m do 10-metrowego źródła pary AWAKE. Elektrony produkowane poprzez wybicie ich z katody za pomocą wiązki lasera są wstępne przyspieszenie do energii około 20 MeV, a następnie są wprowadzane w plazmę za protonami. Do wykrycia przyspieszenia wprowadzonych elektronów służy magnes dipolowy zainstalowany za parą, zmieniający ich trajektorię. Im większa energia elektronu, tym mniejsze zakrzywienie jego trajektorii w polu magnetycznym. Umieszczony dalej ekran scyntylatora rejestruje elektrony i pozwala określić ich odchylenie, a tym samym uzyskaną energię.
Źródło pary zawiera parę rubidu (Rb), która jest jonizowana przez laser tytanowo-szafirowy. Źródło pary jest zanurzone w kąpieli z oleju. Przez zmianę temperatury oleju można ustawić i utrzymać stałą gęstość pary rubidu wzdłuż źródła pary.
AWAKE wykorzystuje impulsy lasera do trzech celów. Laser jonizuje parę rubidu wytwarzając plazmę. Dodatkowo impuls laserowy przesyłany jest równolegle z pakietem protonów, wywołując (zaszczepiając) proces samomodulacji pakietu protonów w plaźmie. Określa on także właściwą fazę w której należy wprowadzić pakiet elektronów, tak aby zostały one schwytane i przyspieszone.

## Kalendarium
Pierwszy okres działania AWAKE trwał od 2016 do 2018 roku. 10-metrowe źródło pary zainstalowano 11 lutego 2016 roku, a pierwszą wiązkę protonów przesłano przez rurę i puste źródło pary 16 czerwca 2016 roku. Pierwsze dane z wiązką protonów wewnątrz plazmy uzyskano w grudniu 2016 roku.
26 maja 2018 roku AWAKE po raz pierwszy dokonało przyspieszenia wiązki elektronów. Wiązka została przyspieszona z 19 MeV do 2 GeV na długości 10 m.
Drugi okres działania jest zaplanowany na 2021 do 2024 roku. Gradient przyspieszenie zostanie zwiększony i oczekuje się, że zmniejszy się emitancja (rozmycie wiązki w przestrzeni i w wartościach pędu cząstek) wiązki elektronów. Planuje się, że energia elektronów wzrośnie do 10 GeV. Następnym etapem jest zwiększenie energii do co najmniej 50 GeV i dostarczenie wiązki do pierwszych zastosowań.

## Teorie spiskowe
W sieci krążą teorie spiskowe co do prawdziwego celu eksperymentu AWAKE. Uruchomienie eksperymentu miało doprowadzić do pojawienia się portalu ponad CERN-em w celu sprowadzenia na Ziemię demonów.